# Margrit (Bonobo)
Margrit (* ca. 1951 in Belgisch Kongo; † 27. Januar 2023 in Frankfurt am Main) war ein weiblicher Bonobo und das älteste Tier im Zoo Frankfurt. Möglicherweise war sie zu Lebzeiten der älteste Bonobo der Welt.

## Leben
Margrit wurde 1951 oder 1952 im Regenwald des damals belgischen Kongo geboren und wuchs in einer Zuchtstation auf. Am 18. November 1959 kam sie aus dem Zoo von Kinshasa nach Frankfurt. 1962 bekam sie als erster in einem Zoo lebender Bonobo Nachwuchs. Von ihren insgesamt 7 Kindern leben noch drei in den Zoos von Wuppertal, Köln und La Vallée des Singes. Insgesamt hatte sie im Juni 2021 84 lebende Nachkommen in 17 der 19 Zoos, in denen Bonobos gehalten werden, darunter Ur-Enkel der 5. Generation. Auch im Frankfurter Zoo leben noch einige ihrer Nachkommen.